# David Abadías Aurín
Mons. David Abadías Aurín (* 31. července 1973, Barcelona) je španělský římskokatolický duchovní a pomocný biskup barcelonské arcidiecéze.

## Život
Narodil se 31. července 1973 v Barceloně.
Studoval na Katalánské teologické fakultě a historii církve na Papežské univerzitě Gregoriana v Římě.
Dne 13. prosince 1998 byl vysvěcen na kněze a byl inkardinován do arcidiecéze Barcelona.
Dne 15. června 2004 byl inkardinován do nové diecéze Terrassa.
Po vysvěcení se stal farním vikářem farnosti svatého Štěpána v Granollers. Následně byl jmenován biskupským delegátem pro katechezi a farářem farnosti svatého Jana Křtitele v Matadepeře.
Stal se profesorem středověké církevní historie na Katalánské teologické fakultě.
Před biskupským jmenováním byl farářem a děkanem ve farnosti svatého Vincenta v Mollet del Vallès.
Dne 14. února 2023 jej papež František jmenoval pomocným biskupem barcelonské arcidiecéze a titulárním biskupem z Urci. Dne 25. března 2023 byl vysvěcen na biskupa. Světiteli byli kardinál Juan José Omella Omella, arcibiskup Josep Ángel Saiz Meneses a biskup Salvador Cristau Coll.